# Tanzanské letectvo
Velitelství vzdušných sil Tanzanie (anglicky Tanzania Air Force Command, svahilsky Kamandi ya Jeshi la Anga)  je označení pro leteckou složku ozbrojených sil Tanzanie.

## Přehled letecké techniky

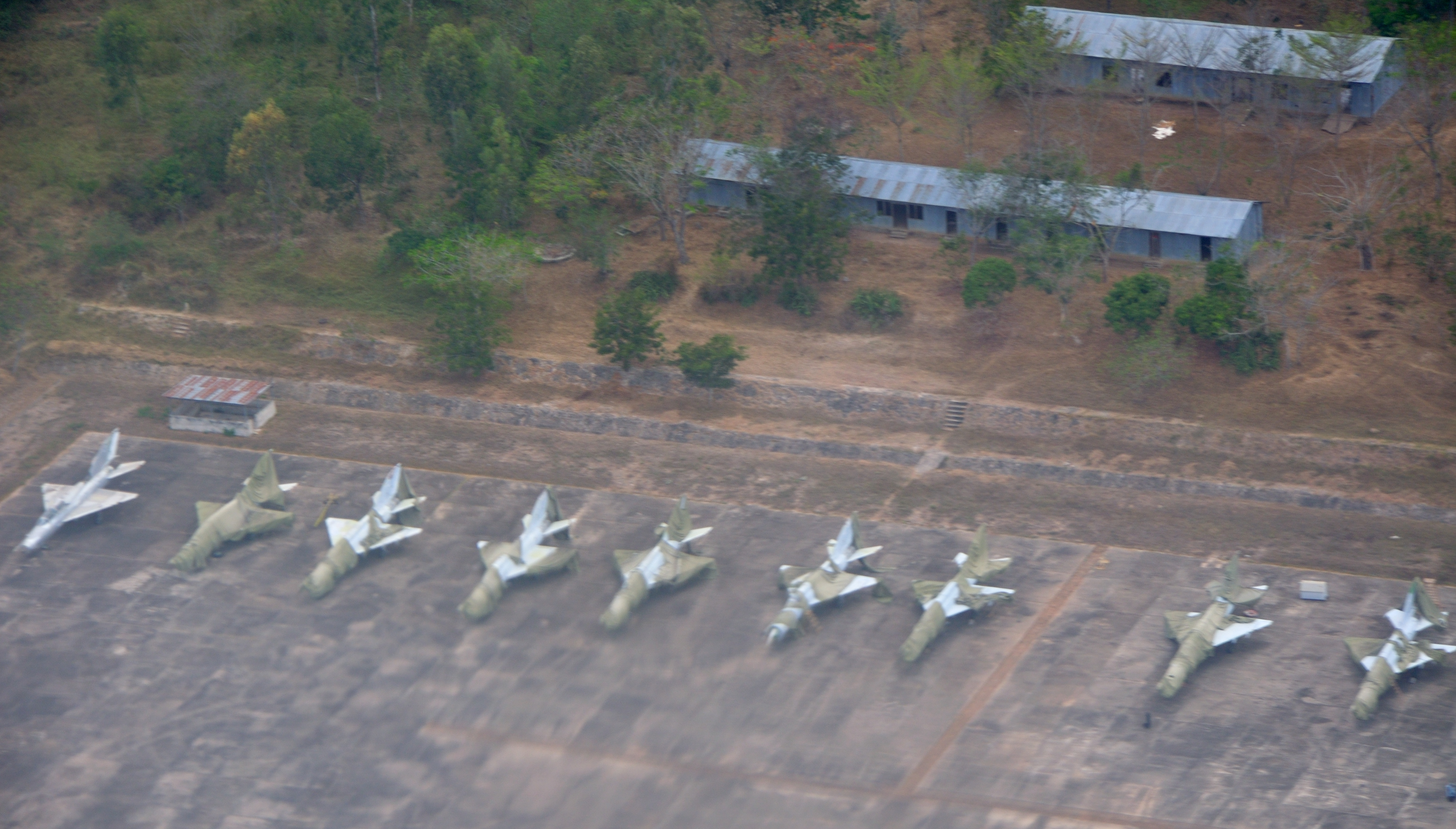
Tanzanské F-7 (MiG-21) na základně Mwanza, 2010.

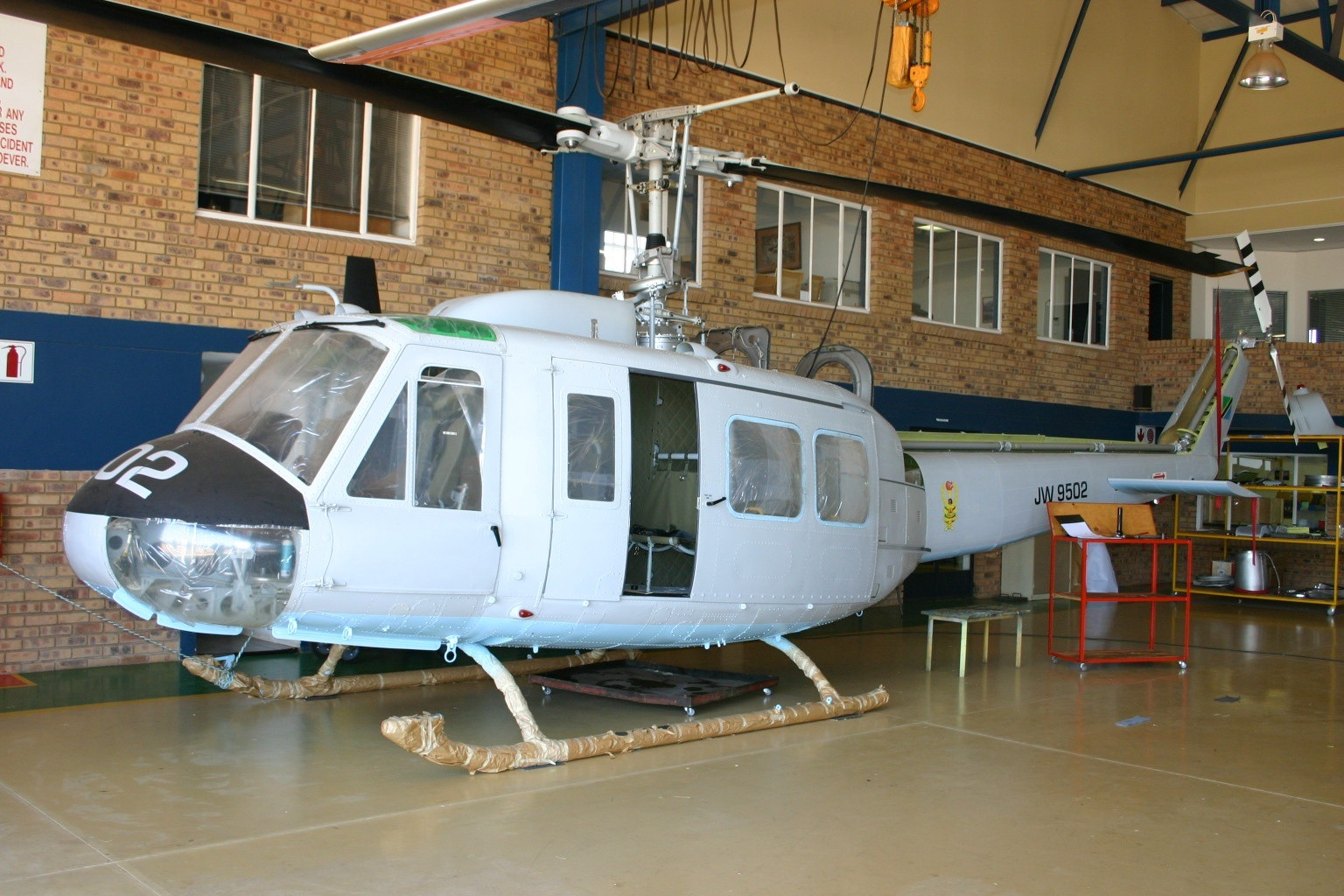
Bell 205 letectva Tanzanie, 2006.

Tabulka obsahuje přehled letecké techniky Tanzanského letectva podle Flightglobal.com.
| Název                          | Původ                   | Určení                                   | Verze          | V aktivní službě | Poznámky                                                                                    |                |
| Bojové letouny                 | Bojové letouny          | Bojové letouny                           | Bojové letouny | Bojové letouny   | Bojové letouny                                                                              | Bojové letouny |
| ------------------------------ | ----------------------- | ---------------------------------------- | -------------- | ---------------- | ------------------------------------------------------------------------------------------- | -------------- |
| Šenjang J-6                    | Čínská lidová republika | stíhací letoundvoumístný letoun          | F-6FT-6        | 311              | Čínská licenční varianta typu MiG-19                                                        |                |
| Chengdu J-7                    | Čínská lidová republika | záchytný stíhací letoundvoumístný letoun | F-7GF-7TN      | 112              | Čínská kopie letounu MiG-21                                                                 |                |
| Speciální letouny              |                         |                                          |                |                  |                                                                                             |                |
| Seabird Seeker                 | Austrálie               | lehký pozorovací/průzkumný letoun        | SB-7L360       | 1                | Na základě evidenčního čísla známého stroje (JW-9704) nelze vyloučit provoz dalších 3 kusů. |                |
| Dopravní a transportní letouny |                         |                                          |                |                  |                                                                                             |                |
| Antonov An-28                  | Sovětský svaz           | lehký transportní letoun                 |                | 1                |                                                                                             |                |
| Shaanxi Y-8                    | Čínská lidová republika | transportní letoun                       |                | 2                | Čínská kopie sovětského An-12                                                               |                |
| Harbin Y-12                    | Čínská lidová republika | transportní letoun                       |                | 2                |                                                                                             |                |
| Vrtulníky                      |                         |                                          |                |                  |                                                                                             |                |
| Bell 412                       | USA                     | víceúčelový vrtulník                     |                | 2                |                                                                                             |                |
| Cvičná letadla                 |                         |                                          |                |                  |                                                                                             |                |
| Hongdu JL-8                    | Čínská lidová republika | cvičný letoun                            | K-8            | 5                |                                                                                             |                |

## Základny
- Ukonga, Dar es Salaam
- Mwanza
- Ngerengere, Morogoro